# Teledapus ocularis
Teledapus ocularis är en skalbaggsart som beskrevs av Holzschuh 1981. Teledapus ocularis ingår i släktet Teledapus och familjen långhorningar.
Artens utbredningsområde är Pakistan. Inga underarter finns listade i Catalogue of Life.